# Roy King
Roy King, avstralski general, * 27. avgust 1897, † 24. september 1959.